# Levantamento de peso nos Jogos Pan-Americanos de 2007 - Até 48 kg feminino
A categoria até 48 kg feminino do levantamento de peso nos Jogos Pan-Americanos de 2007 foi disputada no Pavilhão 2 do Complexo Esportivo Riocentro com cinco halterofilistas, cada uma representando um país.

## Medalhistas
| Ouro   | MEX Carolina Valencia      |
| Prata  | VEN Betsy Rivas            |
| Bronze | DOM Guillermina Candelario |

## Resultados
| Pos.              | Atleta                     | Grupo | Peso  | Arranque (kg) | Arranque (kg) | Arranque (kg) | Arranque (kg) | Arremesso (kg) | Arremesso (kg) | Arremesso (kg) | Arremesso (kg) | Total (kg) |
| Pos.              | Atleta                     | Grupo | Peso  | 1             | 2             | 3             | Result.       | 1              | 2              | 3              | Result.        | Total (kg) |
| ----------------- | -------------------------- | ----- | ----- | ------------- | ------------- | ------------- | ------------- | -------------- | -------------- | -------------- | -------------- | ---------- |
| Medalha de ouro   | MEX Carolina Valencia      | A     | 47,65 | 73            | 78            | 78            | 78            | 90             | 95             | 97             | 90             | 168        |
| Medalha de prata  | VEN Betsy Rivas            | A     | 47,65 | 66            | 68            | 70            | 70            | 85             | 89             | 92             | 92             | 162        |
| Medalha de bronze | DOM Guillermina Candelario | A     | 47,25 | 66            | 66            | 66            | 66            | 82             | 89             | 96             | 89             | 155        |
| –                 | CHI Lorena Vargas          | A     | 47,20 | 64            | 64            | 64            | –             |                |                |                |                | DNF        |
| –                 | BRA Aline Campeiro         | A     | 47,65 | 67            | 67            | 70            | 70            | 80             | –              | –              | –              | DNF        |

Legenda
| Recorde mundial                  | Recorde mundial (World record)               |                       | Recorde africano                      | Recorde africano (African) |                                           | Q | Classificado por posição (Qualified) |
| Recorde dos Jogos Pan-Americanos | Recorde pan-americano (Pan-American record)  | Recorde da América    | Recorde da América (Americas)         | q                          | Classificado por melhor tempo (Qualified) |   |                                      |
| Melhor marca do ano              | Melhor marca do ano (World leading)          | Recorde asiático      | Recorde asiático (Asian)              | DNS                        | Não largou (Did not start)                |   |                                      |
| Recorde nacional                 | Recorde nacional (National record)           | Recorde europeu       | Recorde europeu (European)            | DNF                        | Não terminou (Did not finish)             |   |                                      |
| Recorde pessoal                  | Recorde pessoal do atleta (Personal best)    | Recorde da Oceania    | Recorde da Oceania (Oceania)          | DSQ / DQ                   | Desclassificado (Disqualified)            |   |                                      |
| Recorde da temporada             | Recorde da temporada do atleta (Season best) | Recorde sul-americano | Recorde sul-americano (South America) | NM                         | Sem marca (No mark)                       |   |                                      |